# Tele Costa Smeralda
Tele Costa Smeralda è una rete televisiva italiana a carattere regionale della Sardegna, che trasmette dagli studi di Piazza L'Unione Sarda in Cagliari. In passato è stata affiliata ai circuiti Jolly, Italia 1, Euro TV, Italia 7 ed Europa 7.

## Storia
Telecostasmeralda nacque il 17 dicembre 1979 a Cannigione, in Gallura, fondata dall'imprenditore romano Cesare Peruzzi. Fin dalla nascita l'emittente adottò in video l'acronimo TCS. Lo stesso Peruzzi l'anno prima, nel dicembre 1978, aveva fondato anche una radio privata, Radio Internazionale, con sede a Olbia.
Nel 1981 il canale trasmise i programmi del circuito nazionale Jolly e altri come il Mille Maglie Show, condotto da Claudio Lippi.
Dal 3 gennaio 1982 Telecostasmeralda passò al network nazionale Italia 1, del quale trasmise la programmazione in Sardegna per alcuni anni, anche dopo il passaggio del circuito dalla gestione Rusconi a quella Fininvest (avvenuto il 1º gennaio 1983).
Nel 1983 fu rilevata dall'imprenditore sardo Nicola Grauso e intestata a Olivia Grauso, sorella di Nicola, e al marito, Igino Cocco. La sede societaria fu trasferita il 27 ottobre da Cannigione a Cagliari, in viale Trieste, 124.
Dal 1º marzo 1985 aderì alla syndication Euro TV, mentre dal 4 ottobre 1987 entrò a far parte del circuito Italia 7, all'epoca controllato dalla Fininvest, e poi di Europa 7.
Dai primi anni 2000, uscita dal network Europa 7, cambiò logo e non si legò più ad alcun network, limitandosi a trasmettere in alcune fasce orarie i programmi di 24ore.tv e TV2000.
Da quel momento in poi le principali produzioni dell'emittente furono affidate al giornalista cagliaritano Antonello Lai (deceduto nel 2024 a causa di una breve malattia, dopo che nel 2022 era passato alla nuova emittente regionale UNO4), e consistono in un telegiornale, il TCS Notizie (oggi divenuto TG Magazine, secondo le strategie editoriali del gruppo), nel rotocalco d'inchiesta Zona Franca (in onda dal 1995), e nei programmi Dedalo: alla scoperta della Sardegna, e Viaggio nell'isola del mistero, entrambi ideati e condotti dal giornalista e scrittore Marcello Polastri, a cui si affiancano documentari volti alla valorizzazione del territorio, spettacoli musicali isolani e televendite.
Dopo il passaggio a Cagliari, fino al 1989 la sede fu nella succitata viale Trieste, quindi dal 1990 al 2018 nel centro di produzione di Viale Marconi (dove operava anche la sorella Videolina fino al 2011) e infine, dopo l'insediamento di Alessandra Addari alla direzione editoriale e il conseguente rebranding del 2019, negli studi di Piazza L'Unione Sarda, anch'essi appartenente all'emittente sorella.